# Chrysogaster pollinifacies
Chrysogaster pollinifacies är en tvåvingeart som beskrevs av Nikolaj Aleksandrovitj Violovitj 1956. 
Chrysogaster pollinifacies ingår i släktet ängsblomflugor, och familjen blomflugor. Inga underarter finns listade i Catalogue of Life.